# George Bell (peintre)
Pour les articles homonymes, voir George Bell et Bell.
George Bell, né le 1er décembre 1878 à Kew et mort le 22 octobre 1966 à Toorak, est un artiste peintre australien.

## Biographie
George Bell naît le 1er décembre 1878 à Kew. Il est le fils de George Bell, fonctionnaire, et de sa femme Clara Bowler et fait ses études au lycée de Kew. Il étudie à la National Gallery of Victoria Art School de 1895 à 1903,, et poursuit ses études à Paris et à Londres au début des années 1900.
En 1904, il se rend à Paris, où il est élève de Jean-Paul Laurens de 1904 à 1906. Il fréquente l'Académie Julian et plusieurs autres écoles parisiennes. Alors qu'il est à Paris, il se révolte contre sa formation académique, mais il rejette également les principes de l'impressionnisme et du post-impressionnisme. En 1908 et 1909, il expose au London Salon organisé par l'Allied Artists' Association.
Pendant la Première Guerre mondiale, il travaille d'abord comme enseignant, puis dans une usine de munitions. D'octobre 1918 à la fin de 1919, il est un artiste de guerre officiel de la 4e division de la Force impériale australienne.
Le principal tableau de guerre de Bell concernant la bataille du Hamel : Dawn at Hamel 4 July 1918, est achevé en Australie en 1921 et est maintenant accrochée au Mémorial australien de la guerre,.
La collection de la Ballarat Fine Art Gallery comprend son œuvre intitulée The Conversation. L'une de ses premières peintures formelles, The Conversation, est réalisée alors qu'il est à l'étranger et est exposée pour la première fois à la Modern Society of Portrait Painters en 1911.
En 1932, lui et Arnold Shore ouvrent une école d'art au 443 Bourke Street, à Melbourne, qui devient le centre de l'art moderne à Melbourne. Parmi leurs étudiants, on compte Russell Drysdale, Sali Herman et William Salmon. Plus tard, en 1932, il forme le Contemporary Group of Melbourne, puis, en 1934, il entreprend un long voyage d'étude en Angleterre, où il s'intéresse à l'œuvre de Iain Macnab (en). En 1937, le procureur général Robert Menzies tente de créer l'Académie australienne des arts, l'équivalent australien de la Royal Academy. Bell est le principal opposant à ce projet et un porte-parole de "l'art moderne", et poursuit une longue dispute publique avec Menzies, formant la Contemporary Art Society (en) dont il devient le président fondateur. Parmi les artistes associés à Bell et à la Contemporary Art Society figurent Constance Stokes et Sali Herman.
Il est nommé officier de l'Ordre de l'Empire britannique (OBE) en 1966. Il meurt le 22 octobre 1966 chez lui à Toorak, et est incinéré.